# غيل غوودريتش
غيل غوودريتش (بالإنجليزية: Gail Goodrich) مواليد 23 أبريل 1943 في لوس أنجلوس، هو لاعب كرة سلة أمريكي سابق بدأ مسيرته الاحترافية في سنة 1965. يبلغ طوله 6 قدم 1 بوصة (1.9 م). اعتزل اللعب في 1979.

## فرق لعب لها
- لوس أنجلوس ليكرز
- فينيكس صنز
- يوتاه جاز

## روابط خارجية
- غيل غوودريتش على موقع إن بي أي (الإنجليزية)
- غيل غوودريتش على موقع سبورتس رفرنس (الإنجليزية)
- غيل غوودريتش على موقع كلية كرة السلة في سبورتس رفرنس.كوم (الإنجليزية)
- غيل غوودريتش على موقع ريلجم (الإنجليزية)
- غيل غوودريتش على موقع بروبوليرز (الإنجليزية)
- غيل غوودريتش على موقع قاعة المشاهير الجامعة الوطنية لكرة السلة (الإنجليزية)